# Widow's Tour
Widow's Tour es un álbum en directo, editado en formato de VHS y CD de un concierto de la banda gótica noruega Tristania. Fue lanzado originalmente en el año 1999 bajo el sello Napalm Records. 
Posteriormente, en el año 2005 Widows Tour fue editado por la etiqueta brasileña Hellion Records en formato de DVD, como parte del EP doble Midwinter Tears.

## Contenido
Tristania decidió filmar parte de su gira de conciertos europeos Widow's Tour iniciada en 1998, como una forma de promocionar internacionalmente su álbum debut lanzado el año anterior, Widow's Weeds.
Para este disco, se grabó una presentación a inicios de 1999 en Oberwart, Austria y el trabajo fue producido y dirigido por David Beránek. Se editó tanto en formato de CD, así como en un vídeo en formato de casete de VHS.
Incluye cinco canciones en vivo, además de un video concierto con una versión de estudio de "Evenfall".  ligeramente diferente de la que figura en el álbum original (una mezcla con un final más reducido y fue añadido inicialmente "Preludium..."), con la finalidad de ser lanzada como un sencillo.
En esta publicación no aparece el cantante Østen Bergøy, excepto como corista en "Evenfall".

## Lista de canciones

### CD
1. «Midwintertears» (Morten Veland, Einar Moen) - 07:15
2. «My Lost Lenore» (Veland) - 06:11
3. «December Elegy» (Veland) - 07:02
4. «Pale Enchantress» (Veland, Moen) - 06:02
5. «Evenfall» (Single Edit) (Veland, Moen) - 07:28
6. «Wasteland's Caress» (Tour Edit) (Veland) - 07:58

### VHS
1. «Midwintertears» (Veland, Moen) - 07:15
2. «My Lost Lenore» (Veland) - 06:11
3. «December Elegy» (Veland) - 07:02
4. «Pale Enchantress» (Veland, Moen) - 06:02
5. «Evenfall» (Video Clip) (Veland, Moen) - 07:28
6. «Wasteland's Caress» (Tour Edit) (Veland) - 07:58

## Créditos
- Vibeke Stene - Vocales
- Morten Veland - Vocales/Guitarra
- Anders H. Hidle - Guitarra
- Rune Østerhus - Bajo
- Einar Moen - Teclados
- Kenneth Olsson - Batería
- Østen Bergøy – Coros
- Pete Johansen - Violín